# Gianfranco Micciché
Giovanni (Gianfranco) Micciché (ur. 1 kwietnia 1954 w Palermo) – włoski polityk, samorządowiec związany z Sycylią, minister i wiceminister w rządach Silvia Berlusconiego oraz Enrica Letty, parlamentarzysta krajowy, lider partii Forza del Sud oraz Grande Sud, eurodeputowany VIII kadencji (2018).

## Życiorys
Ukończył liceum klasyczne, pracował w regionalnym instytucie finansowania przemysłu na Sycylii (IRFIS). Dzięki znajomości z Marcello Dell’Utrim został zatrudniony w kierowanej przez tegoż firmie Publitalia '80, założonej przez Silvia Berlusconiego. Był dyrektorem w Palermo, Brescii i Mediolanie.
W 1994, 1996, 2001 i 2006 z ramienia Forza Italia oraz w 2008 z listy Ludu Wolności był wybierany do Izby Deputowanych XII, XIII, XIV, XV i XVI kadencji. Mandat poselski sprawował do 2013.
Obejmował stanowiska we wszystkich rządach Silvia Berlusconiego. W pierwszym (1994–1995) był podsekretarzem stanu w resorcie transportu i żeglugi, w drugim (2001–2005) pełnił funkcję wiceministra w resorcie finansów i gospodarki. Od 23 kwietnia 2005 do 17 maja 2006 sprawował urząd ministra ds. rozwoju i spójności terytorialnej w trzecim gabinecie tego premiera. W czwartym (od 2008) objął stanowisko podsekretarza stanu w urzędzie rady ministrów.
Od 2006 do 2008 był przewodniczącym Sycylijskiego Zgromadzenia Regionalnego (parlamentu Sycylii). W 2010, pozostając we frakcji poselskiej Ludu Wolności, opuścił tę partię, stając na czele ugrupowania Forza del Sud.
Kierował również federacyjną partią Grande Sud. W 2013 przez kilka miesięcy był podsekretarzem stanu w rządzie Enrica Letty. Dołączył do reaktywowanego w tym samym roku ugrupowania Forza Italia. W 2017 ponownie wybrany do sycylijskiego regionalnego parlamentu (reelekcja w 2022). Również w 2017 powrócił na funkcję przewodniczącego tego gremium, którą pełnił przez pięć lat. W lipcu 2018 objął mandat posła do Parlamentu Europejskiego VIII kadencji, zrezygnował jednak z niego już miesiąc później. W 2022 został także wybrany w skład Senatu XIX kadencji.